# 장닝 (배드민턴 선수)

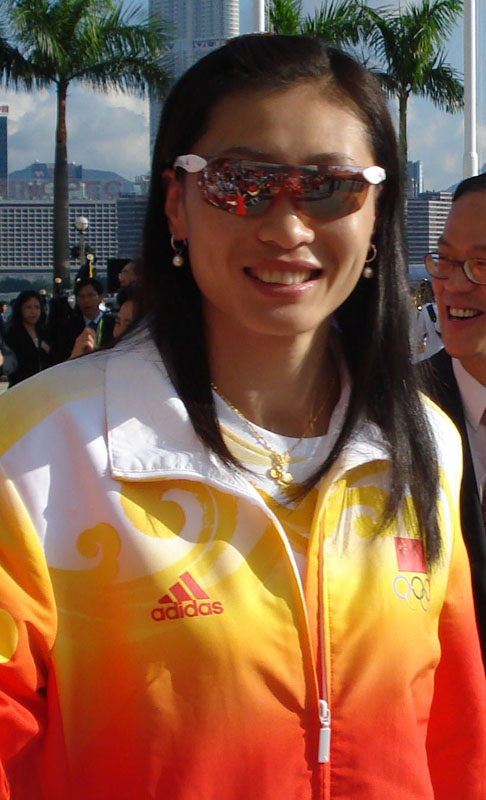

장닝(중국어 간체자: 张宁, 정체자: 張寧, 병음: Zhāng Níng, 1975년 5월 19일 ~ )은 중국의 전직 배드민턴 선수이다. 2004년과 2008년에 여자 단식에서 두 번 올림픽 금메달을 획득했다. 1990년대 중반부터 세계 무대에서 배드민턴을 쳤고, 특히 2002년부터 20대 후반과 30대 초반에 성공을 거두었다. 최고 수준, 특히 매우 일찍 개발된 중국 시스템의 최고 플레이어에게 적합하다. 랠리의 속도를 결정하고 코트의 네 모퉁이에서 상대방을 괴롭히는 일관된 샷, 속임수 및 지속적인 압박으로 유명하다. 올림픽 단식 연속 금메달을 획득한 유일한 여성 선수이다. 또한 2003년에 세계 챔피언이 되었으며 대회에서 총 5개의 모든 색상의 메달을 획득했다.
장닝은 1994년 우버컵(여자 세계 팀 선수권 대회) 대회에 처음으로 중국 대표로 참가했고 2006년에 마지막으로 대회에 참가했다. 격년마다 열리는 이번 토너먼트에 항상 출전하도록 선발된 것은 아니지만 우버컵 서비스 기간 면에서 중국 선수 중 가장 길다.